# Palicourea jaramilloi
Palicourea jaramilloi là một loài thực vật thuộc họ Rubiaceae. Đây là loài đặc hữu của Ecuador.